# Chaillevette
Chaillevette település Franciaországban, Charente-Maritime megyében. Lakosainak száma 1652 fő (2022. január 1.). Chaillevette Breuillet, Étaules, Le Gua, Nieulle-sur-Seudre és Saint-Augustin községekkel határos.

## Népesség
A település népességének változása:
| Lakosok száma | 1073 | 1019 | 1031 | 1297 | 1490 | 1531 | 1565 | 1610 | 1628 | 1652 |
|               | 1968 | 1982 | 1990 | 2006 | 2013 | 2015 | 2017 | 2019 | 2020 | 2022 |